# Sarvvik
Sarvvik är en by i Kyrkslätt i det finländska landskapet Nyland. Området består i huvudsakligen av egnahemshus. Namnet kommer ursprungligen från en av Esbovikens vikar även om byn ligger inte vid havet. Man antar att namnet också innhåller order sarv. Sarv är en mörtliknande insjöfisk som har tidigare förekommit i nyländska havsvikar.
I Sarvvik finns golfcentrumet Sarvvik Golf. Spede Pasanen, en av Finlands populäraste och mest framgångsrika underhållare, avled vid Sarvvik Golfcentrum år 2001.